# 卡苏
卡苏是巴西戈亚斯州的一个市镇。总面积2251.098平方公里，总人口10580人，人口密度4.7人/平方公里。